# ايفان لابين
ايفان لابين (بالروسية: Лапин, Иван Александрович)‏ (8 مايو 1988 بزيلينوغراد في روسيا - ) هو لاعب كرة قدم روسي في مركز الدفاع. لعب مع بالتيكا كالينينغراد وزينيت سانت بطرسبرغ ونادي روستوف وسبورتاكادمكلوب موسكو ‏ وسبارتاك نالتشيك.